# Budgie (hudební skupina)
Budgie byla heavy metalová skupina z Cardiffu. Skupina vznikla v roce 1967 a o rok později nahrála své první demo.
V roce 1971 vydali své debutové album, které se neslo ve stylu bluesově orientovaného hard rocku. Produkce se ujal Rodger Bain a album vyšlo pod značkou MCA. V dalších letech se hudba Budgie postupně vyvíjela směrem k tvrdšímu a agresivnějšímu zvuku. Kapela, která fungovala převážně jako klasické power trio s občasným využitím kláves, vydala mezi lety 1971 a 1982 celkem deset alb u vydavatelství MCA, A&M a RCA. Získala si solidní základnu fanoušků a dosáhla mírného komerčního úspěchu.
Budgie byli jednou z vůbec prvních heavy metalových kapel a podle Garryho Sharpe-Younga měli zásadní vliv na mnohé formace této scény – zejména na hnutí New Wave of British Heavy Metal (NWOBHM) a později i na skupiny jako Metallica. Kapela byla často označována jako „jedna z nejtvrdších metalových skupin své doby“.

## Historie
Skupina byla založena v roce 1968, původní sestavu tvořili:
Burke Shelley (narozen jako John Burke Shelley, 10. dubna 1947) – basová kytara a zpěv, Tony Bourge (narozen jako Anthony James Bourge, 23. listopadu 1948) – kytara, zpěv, Ray Phillips (narozen jako Raymond John Phillips, 1. března 1949) – bicí.
Všichni tři se narodili v Tiger Bay, Cardiff, South Glamorgan, Wales.
Jejich debutem bylo album Budgie nahrané v roce 1971 v Rockfield Studios s producentem skupiny Black Sabbath Rodgerem Bainem, následovalo album Squawk (1972). Další album Never Turn Your Back on a Friend (1973), potvrzující jejich postavení v rockové historii, obsahovalo jejich nejznámější skladbu „Breadfan“, později předělanou skupinou Metallica. (Metallica předělala též jejich skladbu „Crash Course in Brain Surgery“).
Ray Philips opustil skupinu před čtvrtým albem In for the Kill a nahradil jej Pete Boot (narozen jako Peter Charles Boot, 30. září 1950 ve West Bromwich, Staffordshire).
V roce 1975 se k Bourgemu a Shelleymu připojil bubeník Steve Williams a nahráli společně album Bandolier, Bourge odešel v prosinci 1978 a byl nahrazen Johnem Thomasem.

## Diskografie

### Studiová alba
- Budgie (1971)
- Squawk (1972)
- Never Turn Your Back on a Friend (1973)
- In for the Kill (1974)
- Bandolier (1975)
- If I Were Brittania I'd Waive the Rules (1976)
- Impeckable (1978)
- Power Supply (1980)
- Nightflight (1981)
- Deliver Us From Evil (1982)
- You're All Living in Cuckooland (2006)